# Легка хода

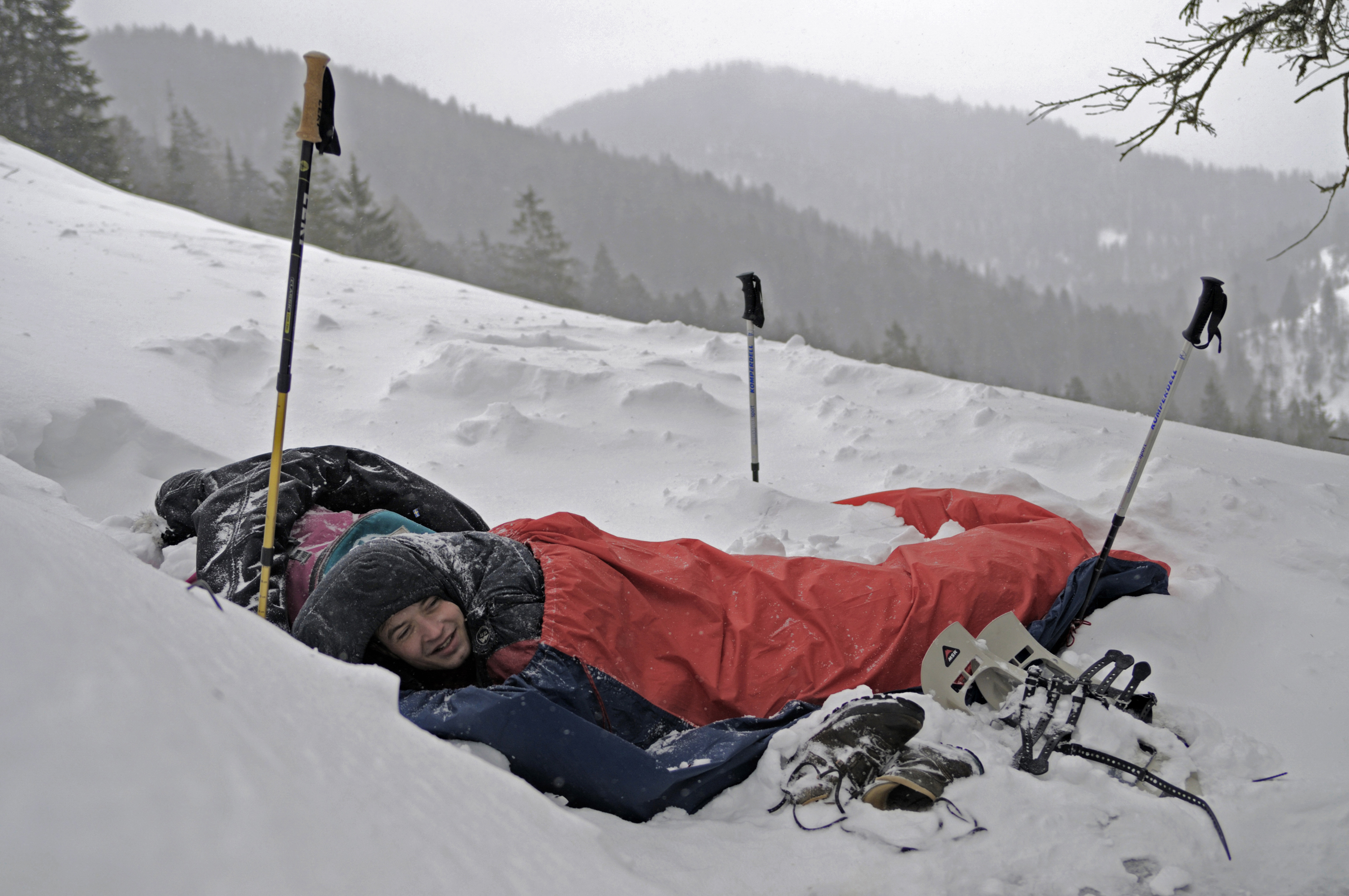
Використання бівачного мішка замість намету

Легка́ хода́ (англ. Ultralight backpacking), також називають легкохі́дство — напрямок туризму, відмінністю якого є максимальне зниження ваги спорядження з урахуванням маршруту, безпеки та зручності. Для цього вага основного спорядження (екіпірування, рюкзак і те, що в ньому — виключаючи паливо, воду та їжу, обсяг яких залежить від тривалості і стилю походу) зменшується настільки, наскільки це безпечно і можливо. Іноді також скорочується обсяг провізії.

## Історія
Одним з родоначальників легкої ходи вважають Емму Гейтвуд, яку частіше називають просто «Бабуся». 1955 року вона пішки пройшла близько 3,5 тисяч кілометрів по Аппалачській стежці, маючи при собі тільки саморобну джинсову сумку з армійською ковдрою і накидку від дощу з клейонки.
Однак популярність легка хода набула завдяки американському альпіністові Рею Жардін, чия книга «Довідник туриста» (англ. PCT Hiker's Handbook), видана в 1992 році і перейменована в 1999 році на «Не просто туризм» (англ. Beyond Backpacking), заклала основи техніки легкої ходи. Коли Жардін вперше пройшов Тихоокеанським Верховинним Шляхом (PCT — англ. Pacific Crest Trail), вага його спорядження становила близько 11 кг, а коли він проходив її втретє, вага спорядження становила лише близько 4 кг.

## Філософія
Використовуючи легше і багатофункціональне спорядження, легкоходи можуть долати більшу відстань за день, менше втомлюючись при цьому. Це важливо для пішого туризму.
Базові ідеї легкої ходи:
- довіра до природи. Розумне зближення з дикою природою збільшує наш комфорт і безпеку;
- кожна річ використовується з максимальною ефективністю;
- кожен предмет добре продуманий, тому має меншу надлишковість. Це не означає мінімалістичний підхід, предметів у легкій ході може бути стільки ж, як і у звичайного туриста;
- впевненість, що легке спорядження працює так само добре, як і стандартне.

## Класифікація
У традиційному туризмі спорядження зазвичай важить більше 14 кг (без харчів). Хоча гранична вага корисного вантажу не окреслена, але умовно легкоходів можна поділити на такі різновиди:
- легкоходи — полегшують спорядження до 10 кг;
- ультралегкоходи (ультраси) — мають вагу спорядження близько 5 кг;
- суперультралегкоходи — збирають екстремально легкі набори спорядження близько 2,5 кг. Але для подорожей з таким спорядженням необхідно бути дуже витривалим і мати великий похідний досвід.

## Базовий комплект
Рюкзак, спальник та засоби захисту від дощу, вважаються основним набором для туриста. Тому зменшення їхньої ваги зменшить вагу усього комплекту спорядження.

### Укриття від дощу

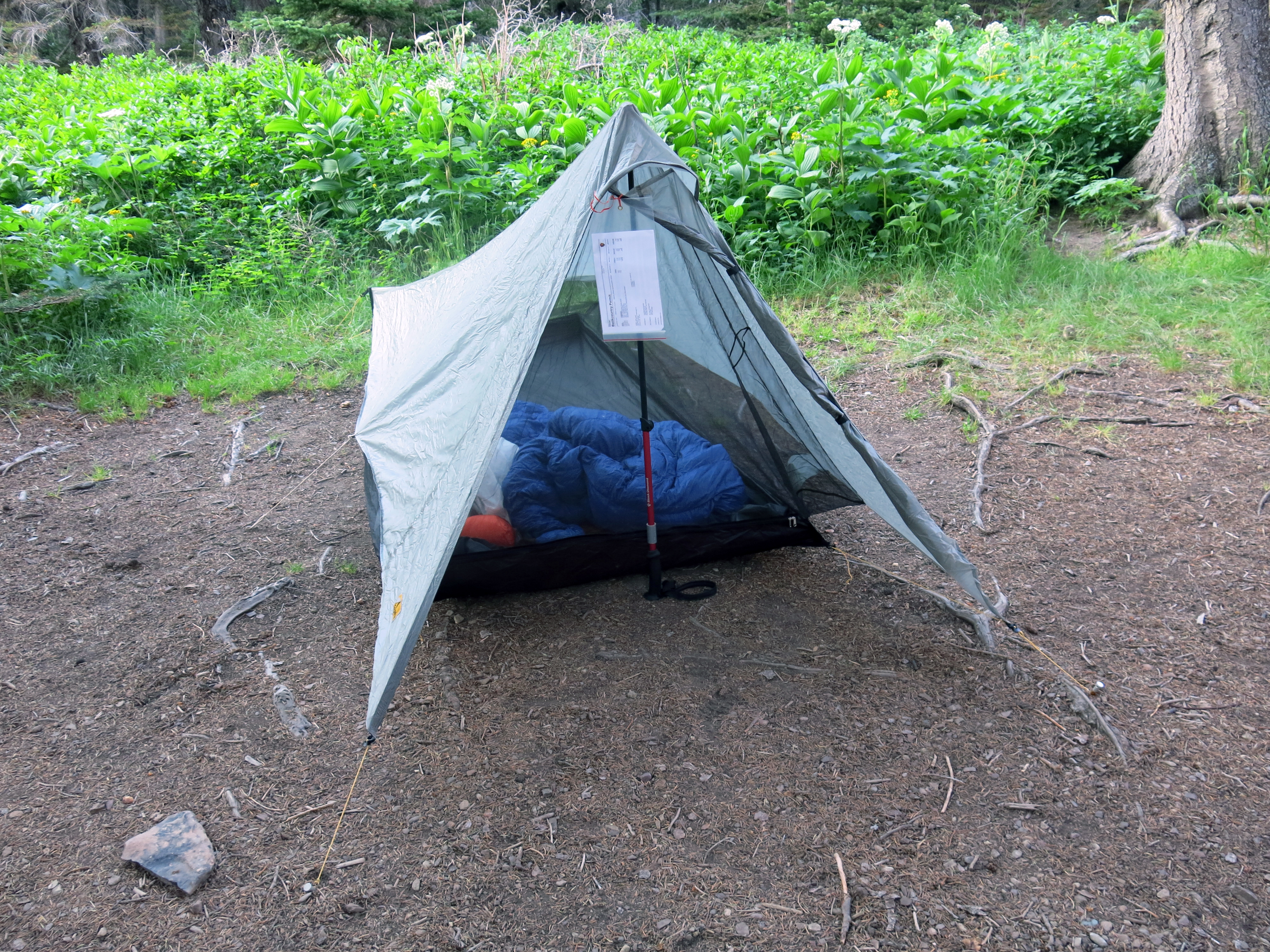
Багато туристів використовують так званий тарп-тент, а трекінгові палиці служать стійками

Найпоширенішим захистом від дощу є намет, але він відносно важкий через низку причин. Досить часто намет є двошаровим та потребує у своїй комплектації металевих кілочків та стійок, а інколи і додаткове дно. Заміна двох тентів у наметі на простий тарп-тент, зменшить не тільки вагу, але й об'єм речей в рюкзаку. Також існують інші засоби зменшення ваги укриття — це заміна намету на бівачний мішок, пончо-тент, одношарові гібридні намети, які слугують єдиним притулком.
Хоча варто відзначити, що сучасні матеріали та техніки виготовлення наметів дозволили зменшити їх вагу в рази. Намет, розрахований на одну людину, може важити близько 500 грамів. Це досягається внаслідок відсутності важкого каркаса, товстих стінок і зайвих елементів, які не часто використовуються під час довготривалих подорожей. 

### Спальний мішок
Зменшення кількості матеріалу при виготовленні спальника, значно зменшить його вагу. Також велике значення у спальному мішку відіграє наповнювач: якщо це пух, то вага спальника буде меншою ніж такого ж спальника із синтетичним наповнювачем, але в такому випадку є небезпека, що пух намокне та втратить свої теплоізоляційні властивості. Також є різні види конструкцій спальників, зокрема, серед легкоходів поширені такі типи конструкцій як «квілт» та «нога». Перший — це спальний мішок, який для полегшення позбавлений своєї нижньої (що знаходиться під людиною) частини. Пристібається спеціальними кріпильними елементами до туристичного килимка і використовується тільки спільно з ним. Другий тип спальників являє собою половину спальника-кокона, що закриває лише нижню частину тіла до попереку. Використовується в комбінації з курткою-пуховиком.
Також важливе значення має правильний вибір місця для ночівлі: потрібно уникати вогких западин, де холодне повітря має тенденцію збиратись, а ще використання природних вітрозахисних перепон (скель, густої рослинності) дозволить зменшити вплив вітру.

### Рюкзак
Для зменшення ваги рюкзак може бути з легшого матеріалу і менш громіздкої рами або без рами взагалі. Фурнітура, нагрудний і поясний ремені та інші елементи значно збільшують його вагу, відмовившись від деяких елементів можна зменшити вагу рюкзака. Також можна використовувати саморобні рюкзаки у вигляді мішка з ручками, пошитого з легкої тканини. Це зменшить вагу рюкзака до 400—500 грамів.

## Способи зменшення ваги
Зменшити вагу спорядження можна декількома способами:
- брати тільки необхідні речі — найпростіший спосіб знизити вагу спорядження. Не варто забивати рюкзак складними стільцями, кип'ятильниками, електронними пристроями, непотрібним одягом тощо; водночас, не варто жертвувати таким пристроєм як gps-навігатор, заради ваги.
- використовувати спорядження з легших матеріалів. Наприклад, вироби з алюмінію легші від сталевих, а синтетичні тканини легші за натуральні. Замість черевиків носити кросівки або кеди. Скляні пляшки для води замінити пластиковими пакетами. Використовувати дров'яні печі на біогазі, дров'яну піч або спиртівки замість газових примусів. Замість шапки використовувати балаклаву, оскільки при температурі близькій до нуля, до половини втрат тепла припадають на голову.
- доопрацьовувати спорядження задля зниження його ваги. Наприклад, можна відрізати ручку у зубної щітки або просвердлити в ній кілька отворів. Можна відпороти всі етикетки та прикраси з одягу.
- користуватись багатофункціональним обладнанням: наприклад, ложкою-виделкою, мультитулом, дощовиком-тентом.